# David Checa
David Checa (n. el 20 de abril de 1980 en San Fructuoso de Bages, Barcelona, España) es un piloto español de motociclismo. Es hermano del también piloto Carlos Checa.
Sus mayores logros en motociclismo han sido proclamarse campeón en 2004, 2014 y 2017 en el Campeonato Mundial de Motociclismo de Resistencia

## Biografía
Empezó compitiendo en el campeonato europeo de Supersport en 1998, y en 1999 pasó al mundial de Supersport.
Debutó en el mundial de 250cc en la temporada 2000 terminando en 19.º posición. En 2001 terminó en 17.º posición. Para la temporada 2002 consiguió su mejor resultado final al acabar en 13.ª posición en el campeonato de pilotos de 250cc.
En 2003 dejó el mundial de motociclismo y pasó al mundial de resistencia consiguiendo en su primer año la victoria en las 24 horas de Oschersleben y varias posiciones de podio en otras carreras de resistencia y finalizando en 3.ª posición en el mundial de resistencia.
2004 supuso su mejor temporada hasta la fecha al conseguir el título mundial de resistencia al conseguir varias victorias y posiciones de podio en carreras de importancia como las 24 Horas de Le Mans o las 8 Horas de Suzuka.
Para 2005 compaginó las carreras del mundial de resistencia, donde consiguió entre otras la victoria en las 24 horas de Le Mans, con algunas participaciones en el Campeonato Mundial de Superbikes terminando en 21.ª posición al conseguir 25 puntos.
Volvió al mundial de Supersport en 2006 consiguiendo la 11.ª posición en el campeonato. En 2007 repitió en el mundial de Supersport y terminó en 12.ª posición y en resistencia ganó el afamado Bol d'Or.
Para 2008 volvió al mundial de Superbikes con su equipo del mundial de resistencia, Yamaha France - GMT 94 con una Yamaha YZF-R1.

## Resultados

### Campeonato Mundial de Supersport

#### Carreras por año
(Carreras en negrita indica pole position, carreras en cursiva indica vuelta rápida)
| Año  | Equipo         | Moto          | 1      | 2      | 3      | 4       | 5      | 6      | 7       | 8       | 9       | 10      | 11     | 12     | 13    | Pts. | Pos. |
| ---- | -------------- | ------------- | ------ | ------ | ------ | ------- | ------ | ------ | ------- | ------- | ------- | ------- | ------ | ------ | ----- | ---- | ---- |
| 1999 | Yes Ducati NCR | Ducati        | RSA 17 | GBR 20 | ESP 18 | ITA Ret | ALE 17 | RSM 25 | USA 19  | EUR Ret | AUT DNQ | NED 15  | HOC 17 |        |       | 1    | 46.º |
| 2006 | GMT94 Yamaha   | Yamaha YZF-R6 | QAT    | AUS    | ESP    | ITA 13  | EUR 11 | RSM 4  | CZE 8   | GBR 21  | NED Ret | ALE Ret | IMO 12 | FRA 5  |       | 44   | 11.º |
| 2007 | GMT94 Yamaha   | Yamaha YZF-R6 | QAT 23 | AUS 18 | EUR 9  | ESP 14  | NED 7  | MON 14 | GBR Ret | RSM Ret | CZE 7   | GBR 17  | ALE 6  | ITA 15 | FRA 6 | 50   | 12.º |

### Campeonato del Mundo de Motociclismo

#### Por temporada
| Temp. | Cat.            | Equipo                | Moto            | Carreras | Victorias | Podios | Poles | V. Ráp. | Pts. | Posición |
| ----- | --------------- | --------------------- | --------------- | -------- | --------- | ------ | ----- | ------- | ---- | -------- |
| 2000  | 250cc           | Team Fomma            | TSR Honda 250   | 16       | 0         | 0      | 0     | 0       | 24   | 19.º     |
| 2001  | 250cc           | Team Fomma            | Honda RS250     | 16       | 0         | 0      | 0     | 0       | 35   | 17.º     |
| 2002  | 250cc           | Safilo-Oxydo LCR      | Aprilia RS250   | 15       | 0         | 0      | 0     | 0       | 60   | 13.º     |
| 2005  | MotoGP          | Fortuna-Yamaha Tech 3 | Yamaha YZR-M1   | 3        | 0         | 0      | 0     | 0       | 4    | 26.º     |
| TOTAL | 1999-2002, 2005 | 1999-2002, 2005       | 1999-2002, 2005 | 50       | 0         | 0      | 0     | 0       | 123  |          |

#### Carreras por año
(Carreras en negrita indica pole position, carreras en cursiva indica vuelta rápida)
| Año  | Cat.   | Moto      | 1      | 2       | 3       | 4      | 5       | 6      | 7       | 8      | 9       | 10     | 11     | 12      | 13     | 14      | 15     | 16     | 17  | Ptos. | Pos. |
| ---- | ------ | --------- | ------ | ------- | ------- | ------ | ------- | ------ | ------- | ------ | ------- | ------ | ------ | ------- | ------ | ------- | ------ | ------ | --- | ----- | ---- |
| 2000 | 250cc  | TSR Honda | RSA 16 | MAL Ret | JAP 23  | ESP 18 | FRA Ret | ITA 13 | CAT 13  | NED 15 | GBR 9   | ALE 19 | CZE 13 | POR Ret | VAL 10 | RIO Ret | PAC 15 | AUS 20 |     | 24    | 19.º |
| 2001 | 250cc  | Honda     | JAP 16 | RSA 13  | ESP 16  | FRA 16 | ITA 7   | CAT 16 | NED Ret | GBR 11 | ALE Ret | CZE 18 | POR 8  | VAL 11  | PAC 12 | AUS Ret | MAL 15 | RIO 22 |     | 35    | 17.º |
| 2002 | 250cc  | Aprilia   | JAP    | RSA 10  | ESP Ret | FRA 10 | ITA 10  | CAT 12 | NED 16  | GBR 15 | ALE 15  | CZE 18 | POR 8  | RIO 12  | PAC 21 | MAL 10  | AUS 8  | VAL 6  |     | 60    | 13.º |
| 2005 | MotoGP | Yamaha    | ESP    | POR     | CHN     | FRA    | ITA 19  | CAT 13 | NED 15  | USA    | GBR     | ALE    | CZE    | JAP     | MAL    | QAT     | AUS    | TUR    | VAL | 4     | 26.º |

### Campeonato Mundial de Superbikes

#### Por temporada
| Temp. | Equipo          | Moto            | Dorsal          | Carreras | Victorias | Podios | Poles | V. Ráp. | Pts. | Pos. |
| ----- | --------------- | --------------- | --------------- | -------- | --------- | ------ | ----- | ------- | ---- | ---- |
| 2005  | GMT94 Yamaha    | Yamaha YZF-R1   | 94              | 6        | 0         | 0      | 0     | 0       | 25   | 21.º |
| 2008  | GMT94 Yamaha    | Yamaha YZF-R1   | 94              | 24       | 0         | 0      | 0     | 0       | 12   | 28.º |
| 2009  | GMT94 Yamaha    | Yamaha YZF-R1   | 94              | 20       | 0         | 0      | 0     | 0       | 4    | 37.º |
| TOTAL | 2005, 2008-2009 | 2005, 2008-2009 | 2005, 2008-2009 | 50       | 0         | 0      | 0     | 0       | 41   |      |

#### Carreras por año
(Carreras en negrita indica pole position, carreras en cursiva indica vuelta rápida)
| Año  | Moto   | 1      | 1       | 2       | 2      | 3       | 3      | 4       | 4       | 5      | 5      | 6       | 6       | 7       | 7      | 8      | 8       | 9       | 9       | 10     | 10     | 11      | 11      | 12     | 12      | 13      | 13      | 14     | 14     | Pts. | Pos. |
| Año  | Moto   | R1     | R2      | R1      | R2     | R1      | R2     | R1      | R2      | R1     | R2     | R1      | R2      | R1      | R2     | R1     | R2      | R1      | R2      | R1     | R2     | R1      | R2      | R1     | R2      | R1      | R2      | R1     | R2     | Pts. | Pos. |
| ---- | ------ | ------ | ------- | ------- | ------ | ------- | ------ | ------- | ------- | ------ | ------ | ------- | ------- | ------- | ------ | ------ | ------- | ------- | ------- | ------ | ------ | ------- | ------- | ------ | ------- | ------- | ------- | ------ | ------ | ---- | ---- |
| 2005 | Yamaha | QAT    | QAT     | AUS     | AUS    | ESP 10  | ESP 9  | ITA     | ITA     | EUR    | EUR    | RSM     | RSM     | CZE 15  | CZE 14 | GBR    | GBR     | NED     | NED     | ALE    | ALE    | IMO     | IMO     | FRA 11 | FRA 12  |         |         |        |        | 25   | 21.º |
| 2008 | Yamaha | QAT 23 | QAT Ret | AUS Ret | AUS 12 | ESP 15  | ESP 18 | NED Ret | NED DNS | IMO    | IMO    | USA Ret | USA DNS | ALE Ret | ALE 15 | RSM 15 | RSM 16  | CZE Ret | CZE 16  | GBR 17 | GBR 20 | EUR 11  | EUR Ret | ITA 17 | ITA 20  | FRA Ret | FRA Ret | POR 20 | POR 22 | 12   | 28.º |
| 2009 | Yamaha | QAT    | QAT     | AUS     | AUS    | ESP Ret | ESP 20 | NED 19  | NED Ret | ITA 22 | ITA 19 | RSA     | RSA     | USA     | USA    | RSM 21 | RSM Ret | GBR 24  | GBR Ret | CZE 18 | CZE 19 | ALE Ret | ALE 18  | IMO 17 | IMO Ret | FRA 15  | FRA 17  | POR 14 | POR 15 | 4    | 37.º |

### Campeonato Mundial de Motociclismo de Resistencia

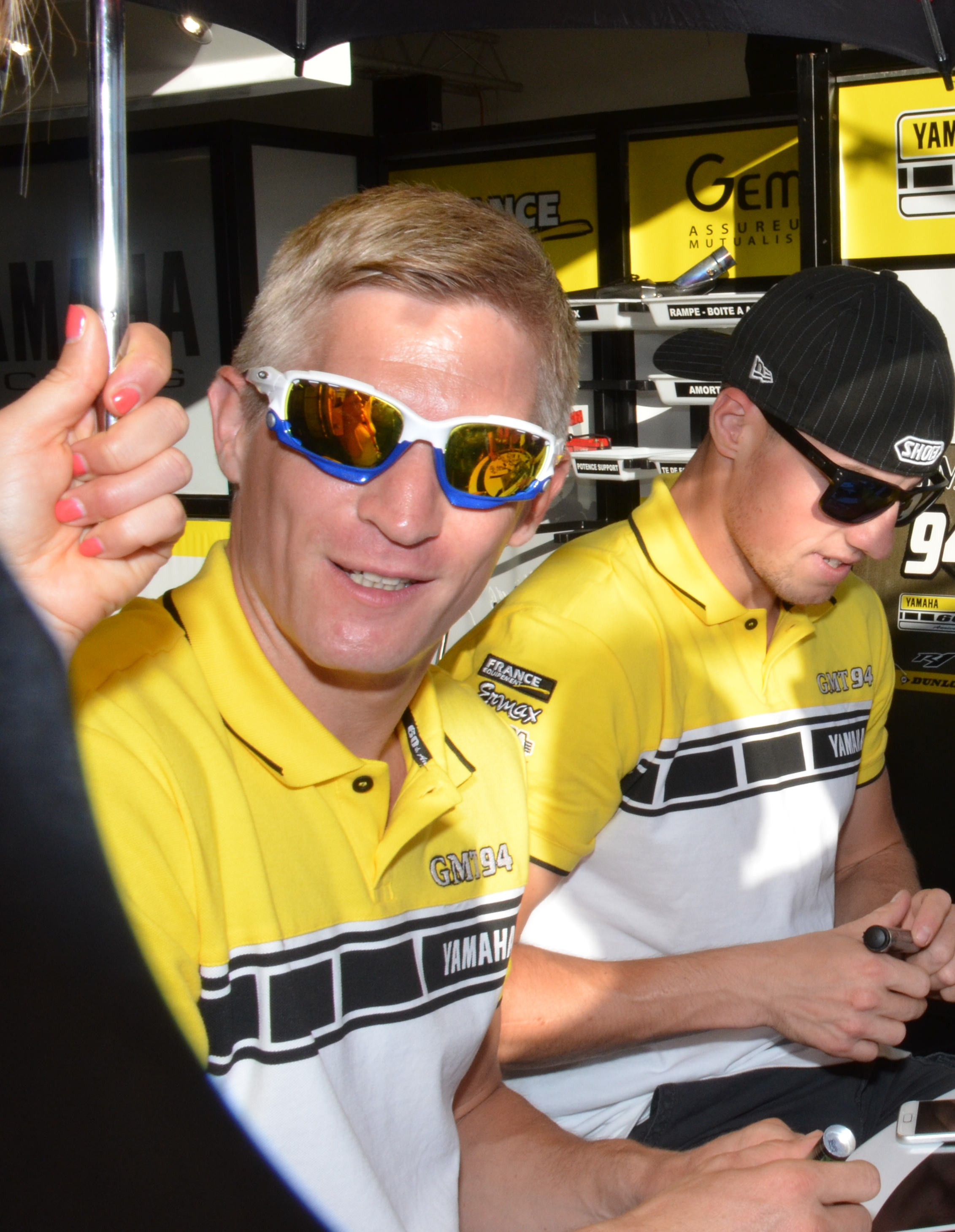
Checa y Mathieu Gines en la Bol d'Or 2015

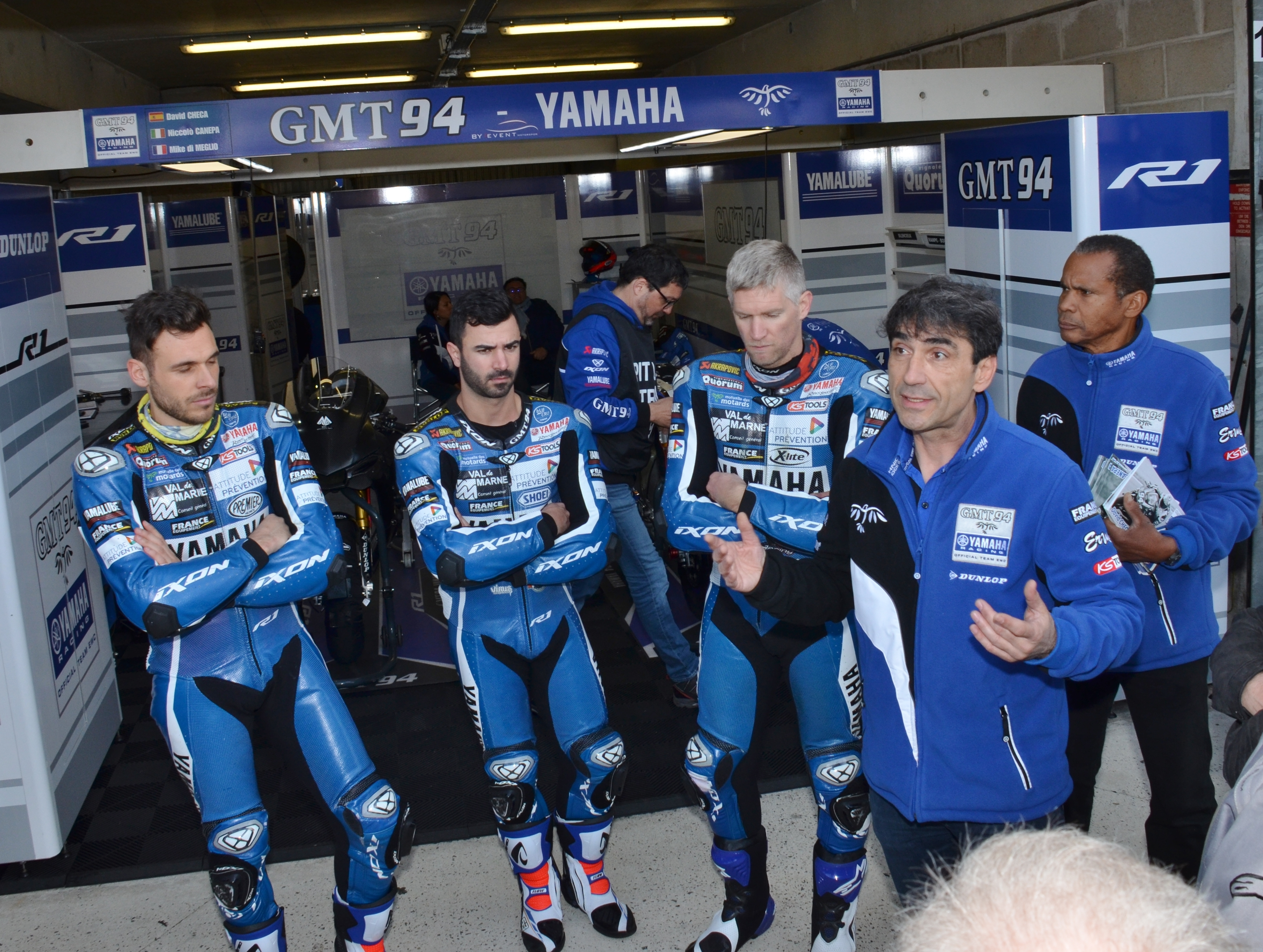
El equipo GMT94 en las 24h de Le Mans '17. Canepa, Di Meglio, Checa y Christophe Guyot

#### Por temporada
| Temporada | Equipo                        | Moto                 | Carreras | Victorias | Podios | Poles | V. Ráp. | Pts.  | Pos.  |
| --------- | ----------------------------- | -------------------- | -------- | --------- | ------ | ----- | ------- | ----- | ----- |
| 2011      | Yamaha France-GMT 94 Ipone    | Yamaha YZF-R1        | 5        | 1         | 1      |       |         | 76    | 4.º   |
| 2012      | Yamaha Racing-GMT 94 Michelin | Yamaha YZF-R1        | 5        | 0         | 2      |       |         | 98    | 3.º   |
| 2013      | Yamaha Racing-GMT 94          | Yamaha YZF-R1        | 4        | 0         | 1      |       |         | 88    | 2.º   |
| 2014      | Yamaha Racing-GMT 94 Michelin | Yamaha YZF-R1        | 4        | 0         | 3      | 0     | 0       | 141   | 1.º   |
| 2015      | Yamaha Racing-GMT 94          | Yamaha YZF-R1        | 4        | 1         | 2      | 0     | 0       | 132   | 4.º   |
| 2016      | Yamaha Racing-GMT 94          | Yamaha YZF-R1        | 3        | 2         | 2      | 0     | 0       | 87    | 6.º   |
| 2016-17   | Yamaha Racing-GMT 94          | Yamaha YZF-R1        | 5        | 3         | 3      | 1     | 1       | 146   | 1.º   |
| 2017-18   | Yamaha Racing-GMT 94          | Yamaha YZF-R1        | 5        | 1         | 3      | 1     | 0       | 158.5 | 2.º   |
| 2018-19   | SRC Kawasaki France           | Kawasaki ZX-10R      | 5        | 1         | 2      |       |         | 145.5 | 1.º   |
| 2019-20   | SRC Kawasaki France           | Kawasaki ZX-10R      | 4        | 0         | 1      |       |         | 112   | 7.º   |
| 2021      | Webike SRC Kawasaki France    | Kawasaki ZX-10R      | 4        | 0         | 2      | 0     | 0       | 115.5 | 3.º   |
| 2022      | ERC Endurance Ducati          | Ducati Panigale V4 R | 3        | 0         | 0      | 0     | 0       | 74.5  | 13.º  |
| 2023 *    | ERC Endurance Ducati          | Ducati Panigale V4 R | 1        | 0         | 0      | 0     | 0       | 38 *  | 4.º * |
| Total     | 2011 - Actualidad             | 2011 - Actualidad    | 52       | 9         | 22     | 2     | 1       | 1412  |       |

- * Temporada en curso

#### Carreras por año
(Carreras en negrita indica pole position, carreras en cursiva indica vuelta rápida)
| Temporada | Equipo                        | Moto          | 1                | 2                | 3                  | 4                | 5                  | Pts. | Pos. |
| --------- | ----------------------------- | ------------- | ---------------- | ---------------- | ------------------ | ---------------- | ------------------ | ---- | ---- |
| 2014      | Yamaha Racing-GMT 94 Michelin | Yamaha YZF-R1 | BDO Gral:2 Cls:2 | SUZ Gral:9 Cls:9 | OSC Gral:2 Cls:2   | LMA Gral:2 Cls:2 |                    | 141  | 1.º  |
| 2015      | Yamaha Racing-GMT 94          | Yamaha YZF-R1 | LMA Gral:5 Cls:4 | SUZ Gral:6 Cls:6 | OSC Gral:1 Cls:1   | BDO Gral:2 Cls:2 |                    | 132  | 4.º  |
| 2016      | Yamaha Racing-GMT 94          | Yamaha YZF-R1 | LMA              | POR Gral:1 Cls:1 | SUZ Gral:14 Cls:14 | OSC Gral:1 Cls:1 |                    | 87   | 6.º  |
| 2016-17   | Yamaha Racing-GMT 94          | Yamaha YZF-R1 | BDO Gral:9 Cls:6 | LMA Gral:1 Cls:1 | OSC Gral:1 Cls:1   | SVK Gral:1 Cls:1 | SUZ Gral:11 Cls:11 | 146  | 1.º  |
| 2017-18   | Yamaha Racing-GMT 94          | Yamaha YZF-R1 | BDO Gral:1 Cls:1 | LMA Gral: Cls:   | SVK Gral: Cls:     | OSC Gral: Cls:   | SUZ Gral: Cls:     | 60   | 1.º* |

- * Temporada en curso